# Ula Holt

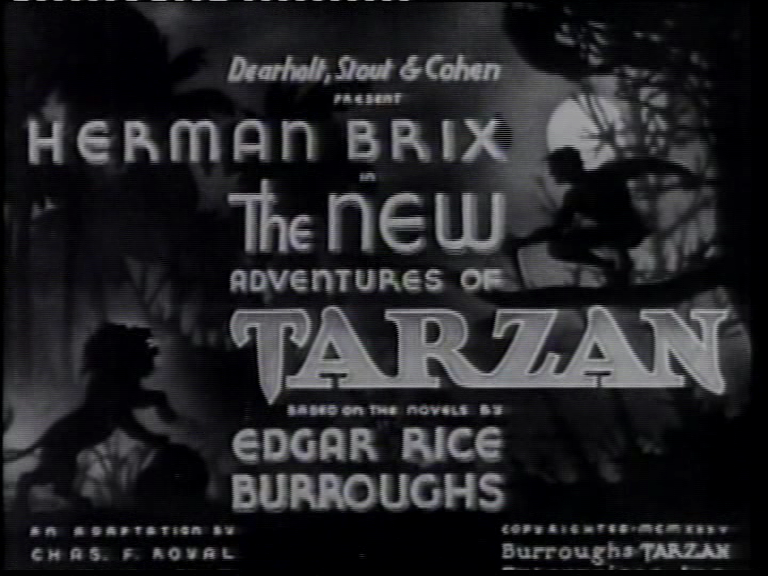
Cartaz do seriado The New Adventures of Tarzan, de 1935, lançado pela Burroughs-Tarzan Enterprises, em que Ula Holt atuou no papel de Ula Vale.

Ula Holt (18 de maio de 1915 - 18 de janeiro de 1982) foi uma atriz estadunidense que ficou conhecida por atuar no seriado The New Adventures of Tarzan, em 1935.

## Biografia
São conhecidas apenas 3 incursões suas no cinema. Atuou em 1934 no filme Adventure Girl, num pequeno papel não-creditado, uma princesa maia. Em 1935, atuou no seriado The New Adventures of Tarzan, produzido pela Burroughs-Tarzan Enterprises, em que Ashton Dearholt era um dos produtores. Em 1938, foi feita uma nova edição com cenas de arquivo do seriado, também sob produção da Burroughs, sob o título Tarzan and the Green Goddess. Esse seriado é uma das poucas histórias de Tarzan sem a personagem Jane.
Durante a produção do seriado The New Adventures of Tarzan, em 1934, pela Burroughs-Tarzan Enterprises, na Guatemala, Ashton Dearholt, que era um dos produtores, apaixonou-se por Ula Holt, enquanto Edgar Rice Burroughs, que terminara com sua primeira esposa, casou com a ex-mulher de Dearholts, Florence Gilbert. Em julho de 1935, Derholt casou com Ula Holt.
Ula Holt era também uma exímia nadadora. Ela mudou seu nome para Jewel Watson Gleason, após se casar com William Anderson Gleason. Teve com William dois filhos, Catherine Gleason e Dorian Anderson Gleason. Faleceu em 18 de janeiro de 1982, em Clay County, na Flórida, e foi sepultada no Oakwood Cemetery, em Charlottesville, Virgínia.